# Schlemihl (film)
Schlemihl è un film muto del 1915 diretto da Richard Oswald.

## Trama
Schlemihl padre, un uomo onesto e capace, lavora come tuttofare per lo straccivendolo Ehrenstein. Tra la famiglia di Schlemihl e quella di Ehrenstein esistono dei forti legami, con i figli che si sono promessi uno all'altra: da una parte Jakob e Rahel Schlemihl, dall'altra Lea e Moritz Ehrenstein.
Un giorno, Schlemihl trova in un armadio un gran numero di azioni che il vecchio Ehrenstein, ormai defunto, aveva nascosto lì dentro. L'uomo restituisce le azioni all'amico che, così, diventa ricco. Grato per l'integrità di Schlemihl, gli cede la propria attività. Ma a qualcuno la nuova ricchezza dà alla testa e i soldi attirano dei loschi figuri intorno agli Ehrenstein. Sia Lea che Moritz lasciano infatti i loro promessi sposi e si lasciano irretire da Hellborn, un ex direttore di banca che li vuole accasare con i propri figli, Siddy e Bodo. Il fedele Schlemihl scopre i piani di Hellborn, che vuole mettere le mani sul denaro dei due ragazzi e lo smaschera.
Ma Ehrenstein non apprezza per niente l'ingerenza del suo vecchio amico e lo caccia di casa. Schlemihl, per salvare il salvabile, falsifica un telegramma che annuncia a Ehrenstein di aver perso tutto il suo denaro. L'arroganza della famiglia di nuovi ricchi si scioglie come neve al sole, soprattutto quando gli Hellborn si rivelano per quello che sono, dei volgari cacciatori di dote. Tutti tornano a più miti consigli, con Lea e Moritz che si pentono e tornano da Jakob e Rahel.
Quando poi la banca risulta sull'orlo del fallimento, sembra che i soldi siano sfumati per davvero. Per fortuna, Schlemihl, sempre accorto e previdente, ha salvato gran parte del denaro, assicurando la prosperità per la famiglia Ehrenstein-

## Produzione
Il film fu prodotto da Jules Greenbaum per la Greenbaum-Film GmbH (Berlin).

### Cast
- Rudolph Schildkraut (1862-1930): Interprete di Schlemihl. L'attore. nato a Istanbul, visse in Austria e in Germania prima di trasferirsi negli Stati Uniti nel 1920. All'epoca del film era uno dei più importanti attori dei palcoscenici tedeschi, dove aveva lavorato a lungo con Max Reinhardt.
- Käte Oswald (1890-1985): attrice teatrale, era moglie del regista. Qui, nel ruolo di Rahel, la figlia di Schlemihl, è al debutto della sua carriera cinematografica che sarebbe durata fino al 1922.
- Joseph Schildkraut (1896–1964): L'attore, che era viennese come il regista Richard Oswald, sarebbe diventato presto un divo della cinematografia tedesca e, poi, uno dei caratteristi più famosi di Hollywood. Qui, è al suo primo film, nel ruolo di Jakob, il figlio di Schlemihl: Rudolph Schildkraut, l'attore che interpretava Schlemihl era - anche nella realtà - il suo vero padre.

## Distribuzione
Uscì nelle sale cinematografiche tedesche il 1º settembre 1915 (o ottobre 1915).